# Första maj
Första maj är arbetarrörelsens internationella högtidsdag som firas sedan 1890. Initiativet till demonstrationen 1890 togs av Andra internationalen, som genom en internationell manifestation ville kräva åtta timmars arbetsdag. Första maj har också kommit att firas till åminnelse av Haymarketmassakern 1886. Dagen firas runt om i världen av olika vänsterorganisationer, partier och fackföreningar genom demonstrationer och möten. 

## Första maj i historien

### Tidig historia
Första maj har en lång förhistoria. Sedan antiken har människor i Europa och på andra håll i världen firat vårens ankomst med en fest. De tidigaste Första maj-firandena går ända tillbaka till tiden innan kristendomen anlände till Europa. Till exempel det keltiska firandet av Beltane och även Valborgsmässoafton i de germanska länderna. Trots att de hedniska firandena började försvinna när Europa blev kristet, så överlevde ändå en mer sekulär version av firandet i Europa. I denna form är Första maj även i vissa länder känd för sina traditioner som att dansa runt en majstång och kröningen av Majdrottningen. Även de gamla hedniska 1 maj-riterna firas av nyhedniska grupper som till exempel wiccaner.

### Historia som arbetarhögtid

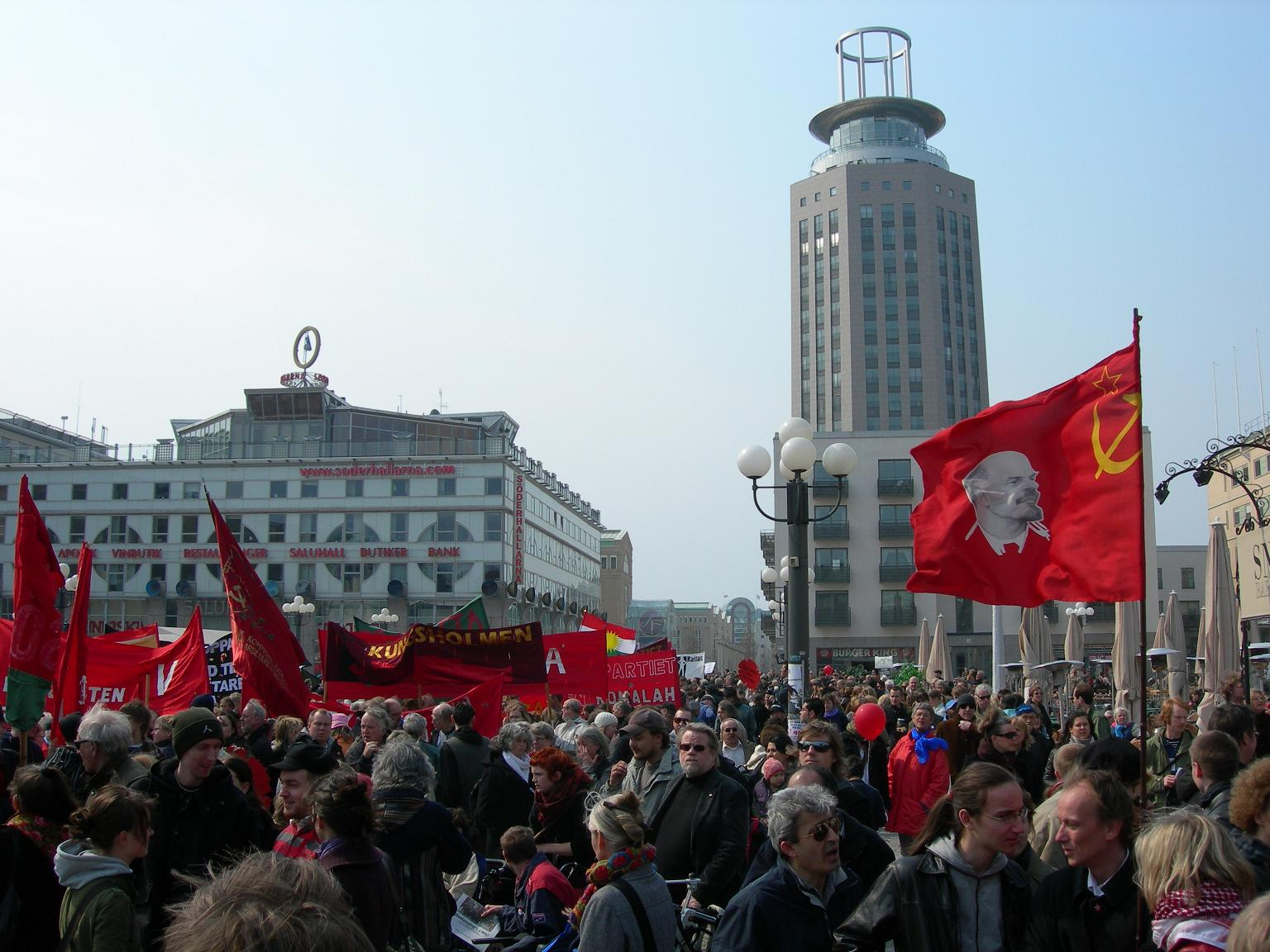
Vänsterpartiets samling på Medborgarplatsen i Stockholm. 2006.

Arbetarrörelsens förstamajdemonstrationer var från början intimt förknippade med kampen för åtta timmars arbetsdag. Den 4 maj 1886 höll en grupp lokala anarkister, bland andra August Spies, ett möte i Chicago, till följd av att polisen dagen innan skjutit två demonstrerande arbetare. På mötet framfördes bland annat krav om åtta timmars arbetsdag. I slutet av detta möte, som ägde rum på Haymarket Square, kastades en bomb mot polisen som öppnade eld mot demonstranterna, se Haymarketmassakern. Efter mötet greps ett antal av de organiserade arbetarnas ledare och flera av dessa fängslades eller avrättades. De tre som dömts till fängelse benådades av guvernör John Peter Altgeld 1893, då han ansåg samtliga åtta ha dömts på otillräckliga grunder. Det har inte kunnat fastställas vem som kastade bomben. 

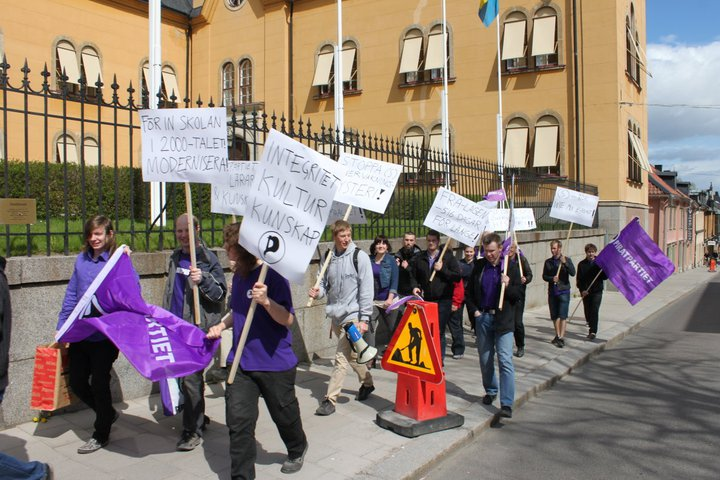
Piratpartiet i Linköping på en demonstration 2011.

Vid det konstituerande mötet för Andra internationalen i juli 1889 i Paris lade den franske socialistiske fackföreningsledaren Raymond Lavigne fram förslaget om att en internationell demonstration för åttatimmarsdagen skulle anordnas under en och samma dag. Till mötet i Paris hade det amerikanska fackförbundet AFL sänt en skrivelse som informerade om att organisationen skulle arrangera manifestationer för åttatimmarsdagen den 1 maj 1890. Detta beaktades vid Parismötets beslut om datum för den internationella demonstrationen, som därmed planerades till den 1 maj 1890. Den internationella demonstrationsdagen var avsedd som en engångsmanifestation, även om den senare kom att utvecklas till en återkommande tradition. Det är omstritt huruvida AFL valde datumet för sin manifestation med anledning av Haymarketmassakern, då detta inte kunnat beläggas med dokument från tiden. I USA var vid denna tid 1 maj den dag då arbetskontrakt vanligen förnyades, vilket gjorde att strejker och arbetsmarknadskonflikter ofta förekom just denna dag. Samtidigt hade AFL:s ledare försökt att distansera sig från Haymarkethändelserna och tog avstånd från generalstrejken som strategi. Trots oklarheterna kring huruvida Haymarketmassakern verkligen påverkade valet av datum för den internationella manifestationen för åtta timmars arbetsdag har det blivit vanligt att arbetarrörelsens organisationer hävdar att första maj delvis firas till minne av ”Chicagomartyrerna”.

## Första maj i olika delar av världen

### Brasilien
I Brasilien är Arbetarnas dag, Dia do Trabalhador, en ledig dag, och fackliga organisationer uppmärksammar dagen med evenemang som varar dagen lång. Det är även den första maj som löner för de flesta yrkesområden och de nationella minimilönerna brukar justeras.

### Kina
I Kina firas första maj sedan 1990-talet med en gyllene vecka, ett av de tre tillfällen på året då det i Kina råder en veckas generell ledighet. Under högtiden, även känd som 五一 (pīnyīn: Wǔ Yī, bokstavligen "fem ett"), anordnas landets största nationella parad. Huvuddelen av paraden består av marscherande militärer och militärens luftkonster.

### Ryssland

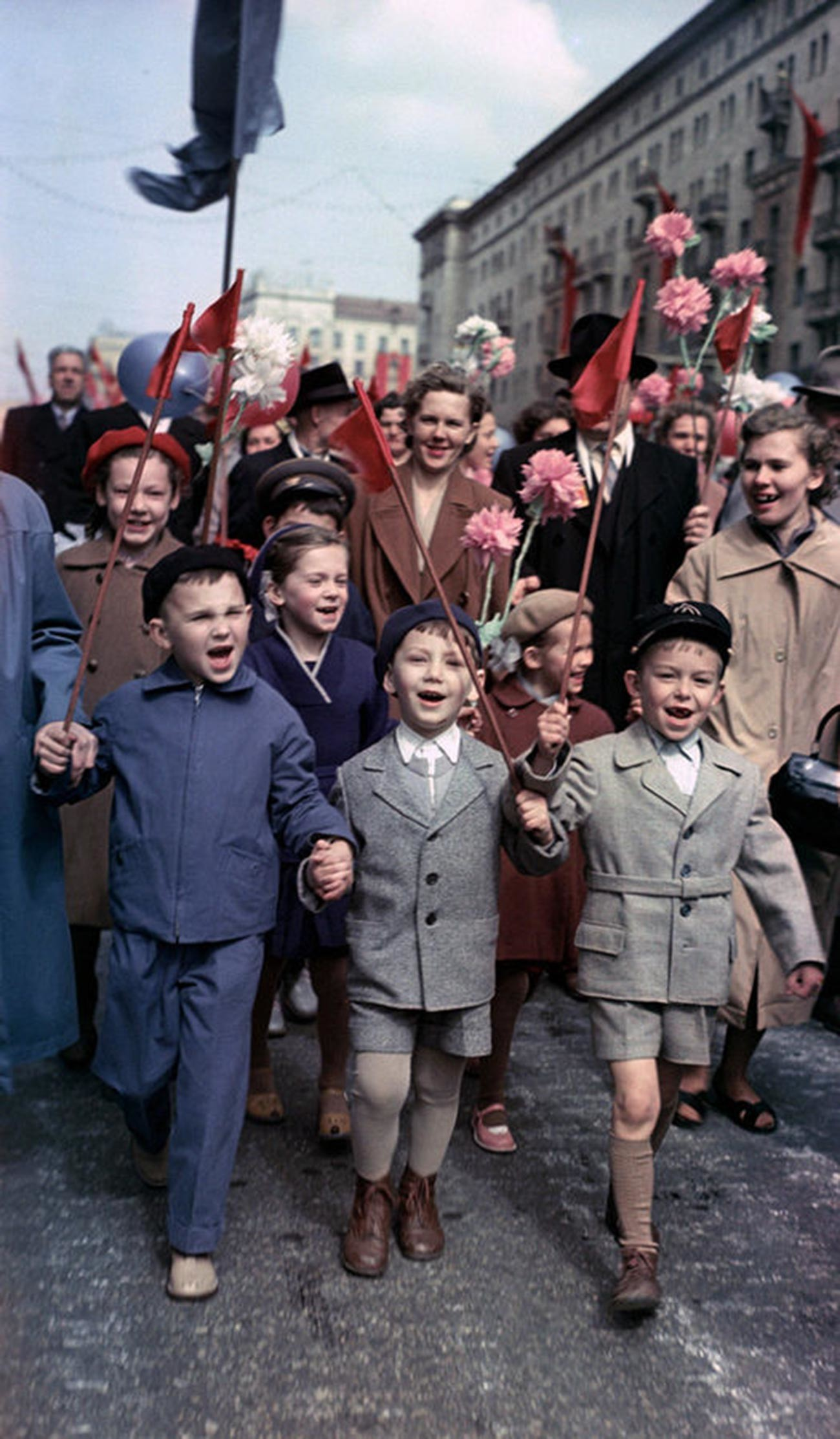
Förstamajdemonstrationen i Moskva, 1960.

Den första förstamajstrejken i Warszawa (dåvarande Kejsardömet Ryssland) 1890 samlade omkring 10 000 arbetare. Därefter 1912—1914 samlades omkring 400 000 arbetare i tåg. Vid Februarirevolutionen 1917 samlades flera miljoner i tåget. Efter Oktoberrevolutionen 1917 firades Första maj under två dagar: med demonstration mot kapitalismen den första dagen och med arbetarfester utе i naturen annandag. Att demonstrera utvecklades till en plikt som många sovjetmedborgare inte vågade avstå ifrån. Det kunde resultera i repressalier. Därför var mängden demonstranter väldigt stor under flera decennier.

### Storbritannien
I Storbritannien firas May Day alltid första måndagen i maj. Dagen firas med demonstration mot kapitalismen, men demonstrationstågen är inte partipolitiska som i många andra länder. Man brukar samla ihop till stora demonstrationer till främst London, Glasgow, Edinburgh och Doncaster. I London har första maj-demonstrationer ofta slutat i kravaller med polisen.

### Sverige

#### Historia

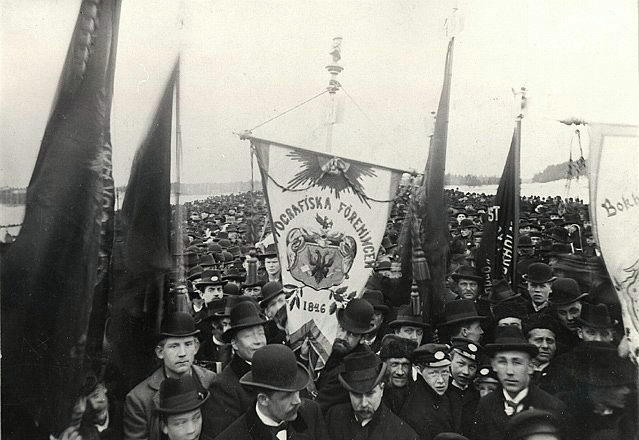
Första maj i Sverige 1899.

De första demonstrationerna för åtta timmars arbetsdag den 1 maj i Sverige skedde 1890 på 18 platser över hela landet. Dessa orter var Arboga, Billesholm, Bofors, Gävle, Göteborg, Helsingborg, Hudiksvall, Karlshamn, Kristianstad, Linköping, Lund, Malmö, Norrköping, Stockholm, Sundsvall, Västerås, Ystad och Östersund. Demonstrationer för åtta timmars arbetsdag hölls även söndagen 4 maj 1890 i Norberg och Uppsala.

I bland annat Eskilstuna och Nyköping hölls i stället demonstrationsmöten inomhus. I Stockholm samlades den 1 maj 1890 omkring 30 000 personer vid Cirkus, som då låg vid Karlavägen och marscherade till Hakberget, Ladugårdsgärdet, där ytterligare 20 000 personer väntade. Då demonstrationerna inte tilläts innanför stadens gräns valdes Hakberget, som låg utanför dåvarande stadsgräns. Där lyssnade alltså runt 50 000 till de åtta talarna, som förutom socialdemokraterna Hjalmar Branting, Hinke Bergegren, August Palm, R Hansen, P M Landin och K J Karlsson, även innefattade liberalerna Fridtjuv Berg och David Bergström. En resolution antogs av den samlade folkmassan med krav på åtta timmars arbetsdag: ”I följd av ett beslut, enhälligt fattat på den internationella arbetarkongress, som förlidet år hölls i Paris, ha vi idag, den 1 maj 1890, i likhet med hela Europas och Amerikas klassmedvetna proletariat, samlats till en världsdemonstration för lagstadgad 8-timmarsarbetsdag.” I Malmö talade Axel Danielsson.

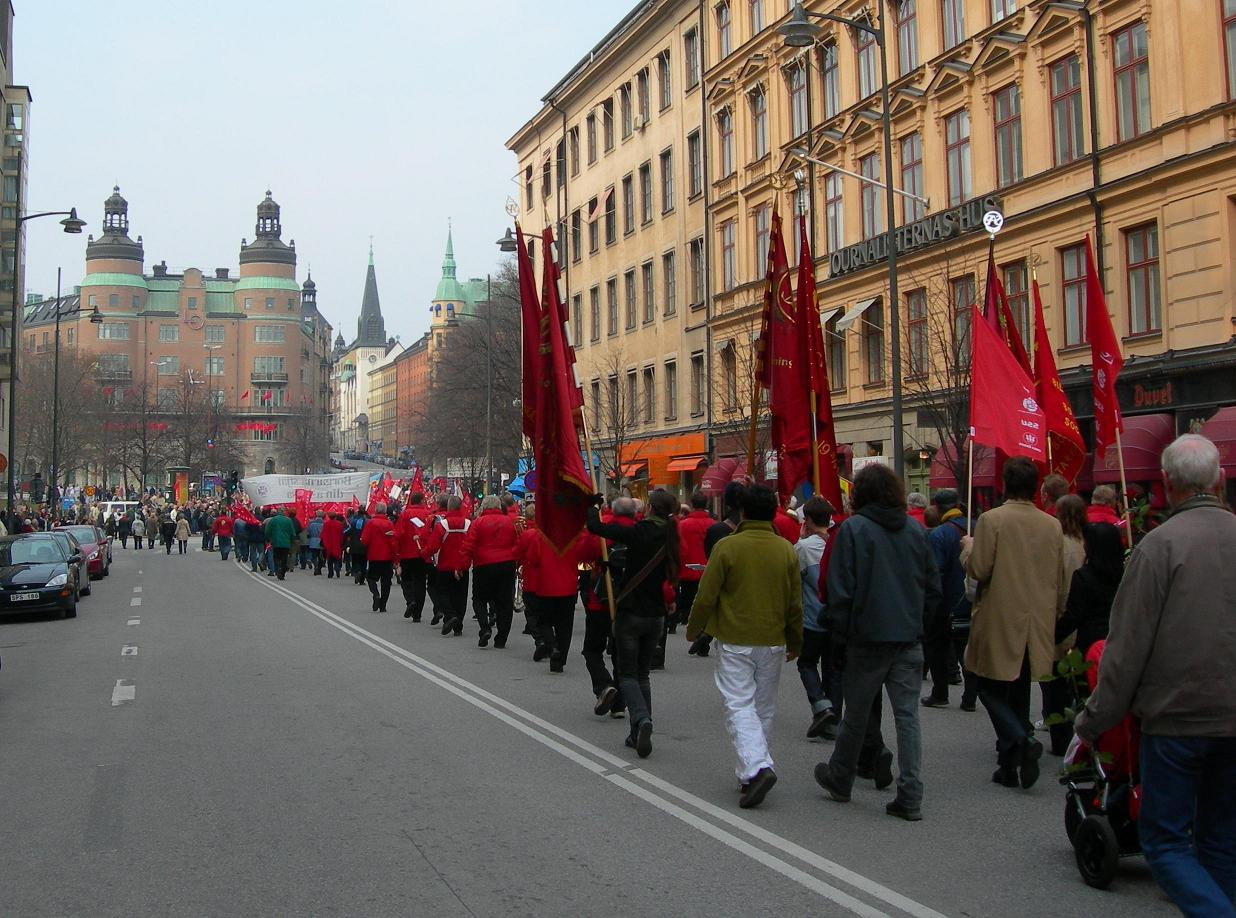
Socialdemokraterna tågar mot Norra Bantorget i Stockholm. 2006.

I början av 1900-talet var det inte ovanligt att Ungsocialisterna, SAC, SKP och Socialdemokraterna samlades i ett gemensamt tåg. Idag går de oftast i separata tåg.
Första maj är allmän helgdag i Sverige sedan 1939. Fram till 2005 var första maj den enda av Sveriges allmänna helgdagar som var en så kallad borgerlig helgdag (borgerlig i bemärkelsen profan eller icke-kyrklig, då den inte har någon koppling till, eller sammanfaller med Svenska kyrkans kyrkoår). Sedan 2005 är även nationaldagen en sådan allmän borgerlig helgdag.
Åren 1940 och 1941 under andra världskriget ersattes första majfirandet på många orter av "medborgartåg" för att manifestera nationell enighet. I "Medborgartågen för Sveriges frihet och oberoende” deltog både socialdemokrater och borgerliga partier. SKP tilläts inte att delta i medborgartågen, utan arrangerade egna demonstrationer. År 1940 förbjöds även förstamajmöten i vissa delar av landet av militära skäl, vilket gjorde att inga demonstrationer förekom i Göteborg och Malmö detta år.
1967 anordnades det första Röd Front-mötet i Göteborg. Mötet representerade slutet på kommunisternas och socialdemokraternas gemensamma första maj-demonstration. Röd Front har sedan dess anordnats varje år över hela landet.

#### Demonstrationer andra än arbetarrörelsens
Redan den 1 maj 1889 anordnade nykterhetsrörelsen och frikyrkor i Jönköping en demonstration för nykterhet, i vilken 3 000 personer deltog. Under 1890-talet arrangerades liknande nykterhetsdemonstrationer den 1 maj, i flera städer. År 1987 demonstrerade Moderata löntagarrådet i Malmö med den dåvarande moderata riksdagsmannen Sten Andersson i spetsen på första maj (samma dag var för övrigt utrikesminister Sten Andersson socialdemokraternas huvudtalare i staden). På 2000-talet har andra partier än de socialistiska med allt större engagemang börjat använda första maj för att manifestera sin politik. Bland annat har Kristdemokraterna i Uppsala under flera år ordnat marscher på första maj för ”rättvisa i barnomsorgen”. År 2006 lockade detta tåg 1 200 deltagare, men intresset har falnat allt mer, och 2014 hade de enligt polisens uppgift färre än 500 som manifesterade Då detta är KD:s enda stora majtåg i Sverige består den även till delar av tillresta från andra orter. Även enfrågegrupper har på senare år arrangerat manifestationer på första maj, ett exempel är Piratbyrån som sedan 2004 arrangerat manifestationer på första maj.
I Sverige firas första maj även av nazister sedan 2011, då Svenskarnas parti firade det för första gången.

### Finland

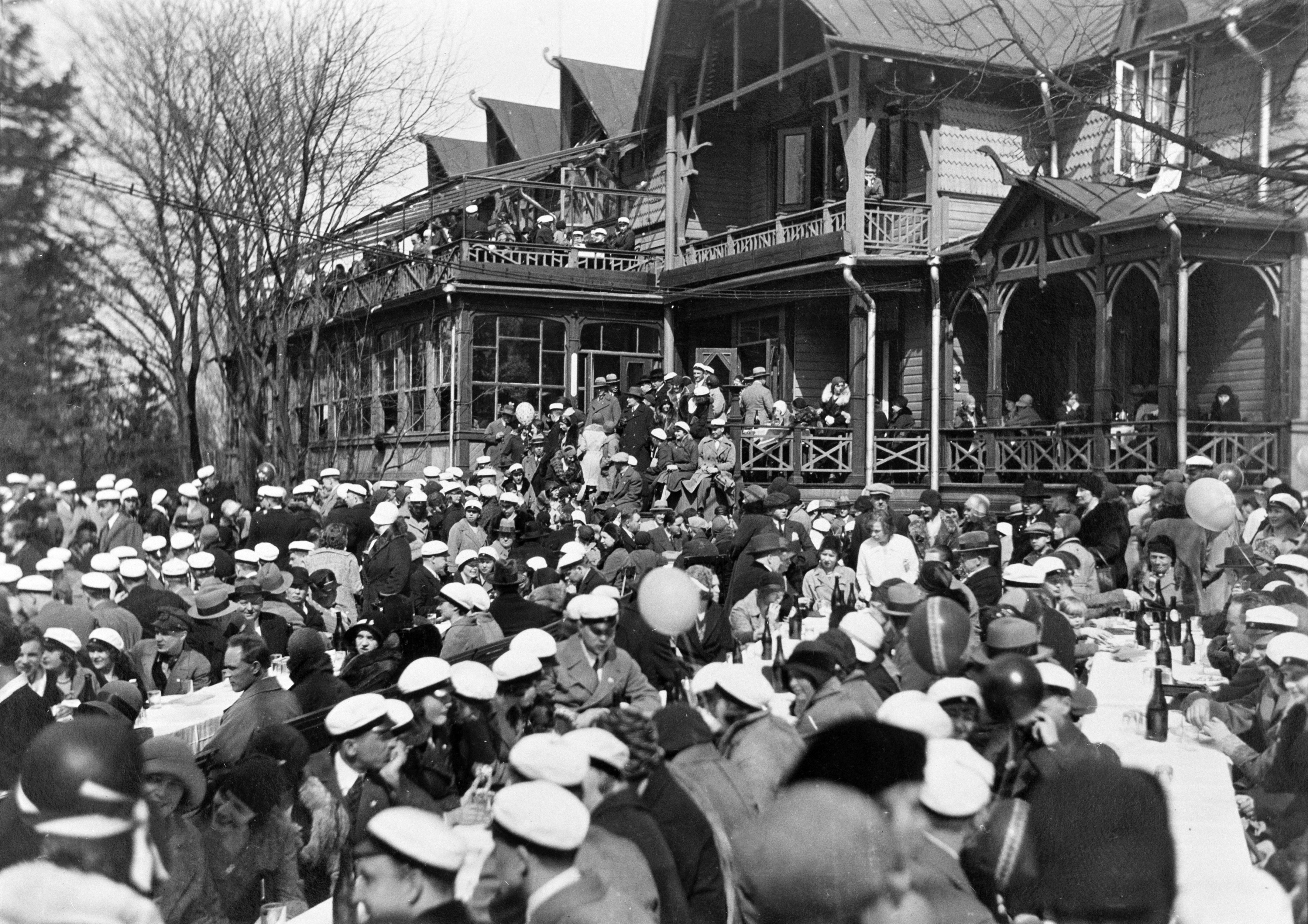
Första majfirande av finsktalande studenter i Alphyddan i Helsingfors.

Vid sidan av det politiska firandet av första maj som arbetarrörelsens festdag, har dagen i Finland länge firats för att välkomna vårens ankomst. Under 1800-talet handlade det om en stadsfest som firades i det offentliga rummet, med betoning på studenternas akademiska  vårfester i universitetsstäderna. Första maj-firandet hänger också intimt samman med de festligheter och evenemang som ordnats, och ännu ordnas, på valborgsmässoaftonen dagen innan. 
Vid mitten av 1800-talet var första maj redan en etablerad festdag, inte minst för studenter. Det skedde tidigast i Helsingfors där Cajsa Wahllunds Restaurang Kajsaniemi, som öppnats 1839, bidrog till utvecklingen. Sommarrestaurangerna öppnade ofta för säsongen på första maj. Också Brunnshuset, Alphyddan, Hotel Societetshuset och, något senare, Hotell Kämp hörde till de huvudsakliga festarenorna i Helsingfors.
På många terrasser, i parker och paviljonger spelades orkestermusik. Hornmusiken hade en betydande roll på första maj ända in på 1900-talet, men dagen förknippas också starkt med studentikos körsång i universitetsstäderna.
Under början av 1900-talet fick firandet av första maj karnevalartade drag med inslag av lekfullt busande. Det såldes serpentiner, konfetti och fyrverkeripjäser, som skräpade ned stadsmiljön och inte uppskattades av alla. Snart kom också majviskor, luftballonger och lustiga hattar som rekvisita och nöjesattribut. Förbud mot bomber och konfetti på 1910- och 1920-talen, förbudslagstiden och krigsårens dysterhet gjorde att den offentliga första maj-yran mattades av, för att leva upp igen på nytt efter de båda världskrigen.
För många helsingforsbor är det i dag tradition att, på morgonen den första maj, lyssna på studentsången. Den svenskspråkiga Akademiska sångföreningen uppträder i Kajsaniemiparken, följda av teknologernas blåsorkester Humpsvakar. De finskspråkiga Ylioppilaskunnan Laulajat sjunger i Ulrikasborg. Vid tjänlig väderlek kombineras firandet med picknick. I Åbo ordnar Åbo universitets och Åbo Akademis studentkårer picknick i Vårdbergsparken.
I äldre folklig tradition i Finland har förekommit seder och bruk som tagit intryck av mellaneuropeiska karnevalsseder. Hit hörde bland annat seden att springa med klockor och skällor, som varit allmänt utbredd på 1800-talet på svenskspråkiga orter i Finland, särskilt i Österbotten och på Åland. Traditionen gick ut på att barn, och ibland också ungdomar, fäste olika klockor eller ko- och fårskällor på kroppen som sedan skramlade då man sprang. Klockspringandet gick ofta ut på att man tidigt på morgonen skulle väcka dem som sov. Det sades också att barnen genom klockspringningen hälsar sommaren välkommen.
En annan folklig sed vid första maj har varit att samlas kring majbrasor, som förekommit i hela Svenskfinland. Uttrycket ”att dricka märg i benen”, som förekom både i folklig och borgerlig tradition, betyder att dricka sig till kraft och styrka. Uttrycket har använts speciellt i samband med munterheterna och festandet på första maj.

### Turkiet
Första maj är en officiell helgdag i Turkiet. Den avskaffades 1981 efter statskuppen året innan, men återinfördes av den turkiska regeringen 2010. Taksim-platsen är centrum för manifestationerna sedan en blodig massaker skedde där första maj 1977.

### Tyskland
I Tyskland hade arbetare firat första maj i flera decennier innan Nazistpartiet efter maktövertagadet 1933 gjorde om dagen till officiell helgdag under namnet ”nationella arbetets dag” (Tag der nationalen Arbeit). Dagen därpå, den 2 maj 1933, förbjöds alla fria fackförbund och det statliga arbetarförbundet DAF inrättades istället och som ersatte de tyska fackföreningarna. De traditionella arbetarsångerna och arbetarsymbolerna blev också förbjudna.
Numera firas första maj åter med arbetarsånger och -symboler, speciellt i Berlin där stora demonstrationer äger rum. I Tyskland har de senaste åren oroligheter brutit ut första maj då vänstergrupper drabbat samman med nynazister.

### USA och Kanada
I USA och Kanada firar man istället för Första maj, Labor day den första måndagen i september. Detta för att bland annat presidenten Grover Cleveland inte ville att den amerikanska arbetarrörelsen skulle hedra Haymarketmassakern och oroligheter uppstå. Alla delstater har gjort den till allmän helgdag. I USA finns inte längre några stora socialistiska partier och därför är det ofta fackförbund som organiserar demonstrationerna. På senare år har dock många fackförbund, sociala rörelser och immigrantorganisationer återupptagit traditionen med stora demonstrationer på Första maj, något som upphörde på 1940-talet.

### Öststaterna
Första maj sågs som en av de viktigaste högtidsdagarna i Sovjetunionen. Där, liksom i flera andra länder i Östeuropa, firades dagen med ståtliga militärparader och var för utomstående ett tillfälle att göra kremlologiska observationer.

### Indien

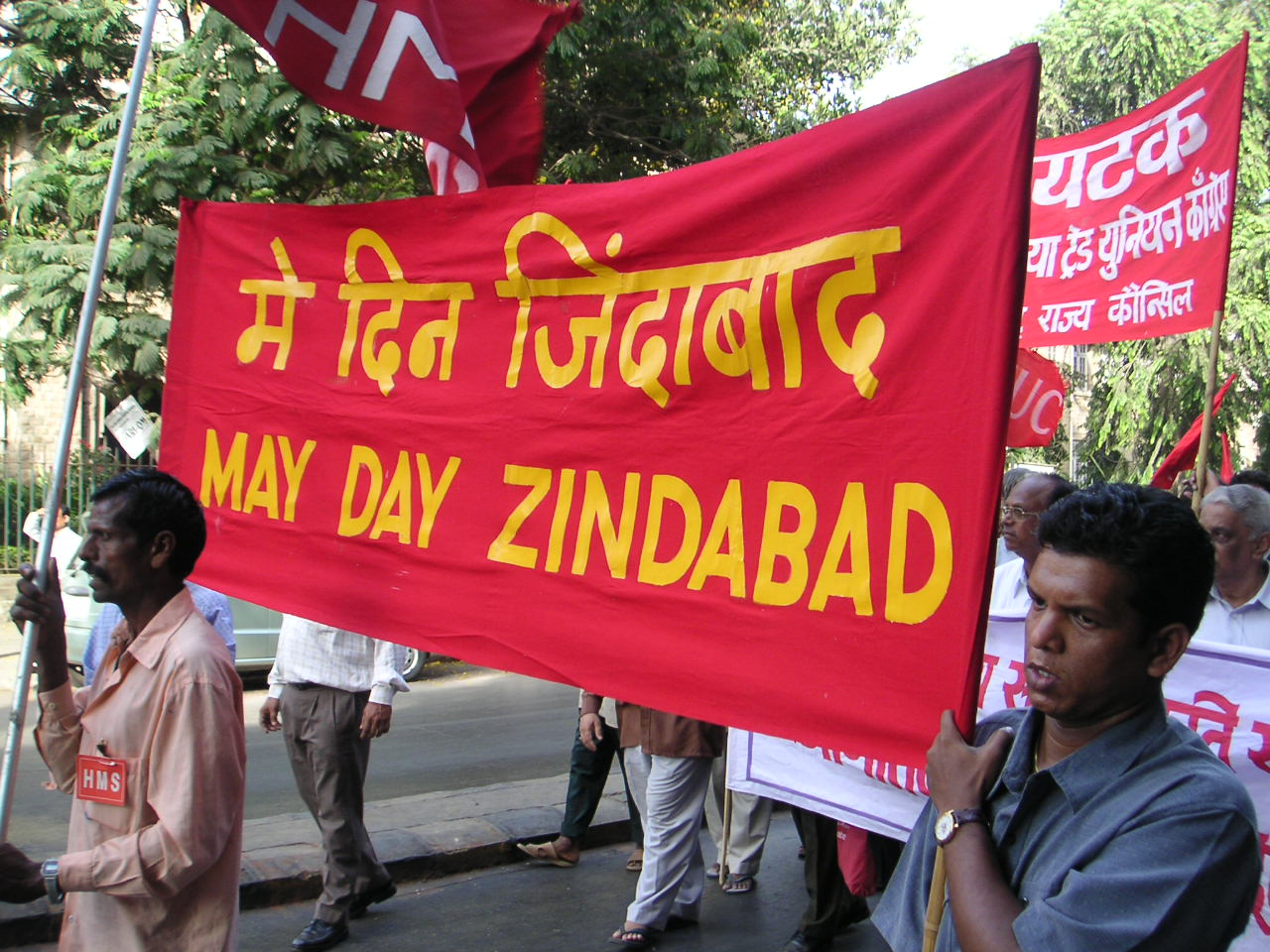
Bombay 2004.

Det första Första-maj-firandet i Indien anordnades i Madras av Labour Kisan parti i Hindustan den 1 maj 1923.

## Sånger
I hela världen sjungs Internationalen traditionellt av de olika partier och grupper som demonstrerar på första maj. Idag sjungs vanligtvis enbart första och sista verserna samt refrängen, så gör till exempel Socialdemokraterna och Vänsterpartiet. Syndikalister brukar lägga till en egen vers som uppmanar till vapenvägran och kommunisterna sjunger ibland versen som går ut på att arbetarklassen inte ska delta i krigen mot sina klassbröder, utan vända vapnen mot de egna generalerna.
I Sverige brukar socialdemokraterna ofta sjunga Arbetets söner.
Det finns också sedan 1911 en speciell svensk första maj-sång kallad just Första maj med text av den socialistiske pionjären Hannes Sköld.